# Saint-Bueil
Saint-Bueil is een gemeente in het Franse departement Isère (regio Auvergne-Rhône-Alpes) en telt 684 inwoners (2004). De plaats maakt deel uit van het arrondissement La Tour-du-Pin.

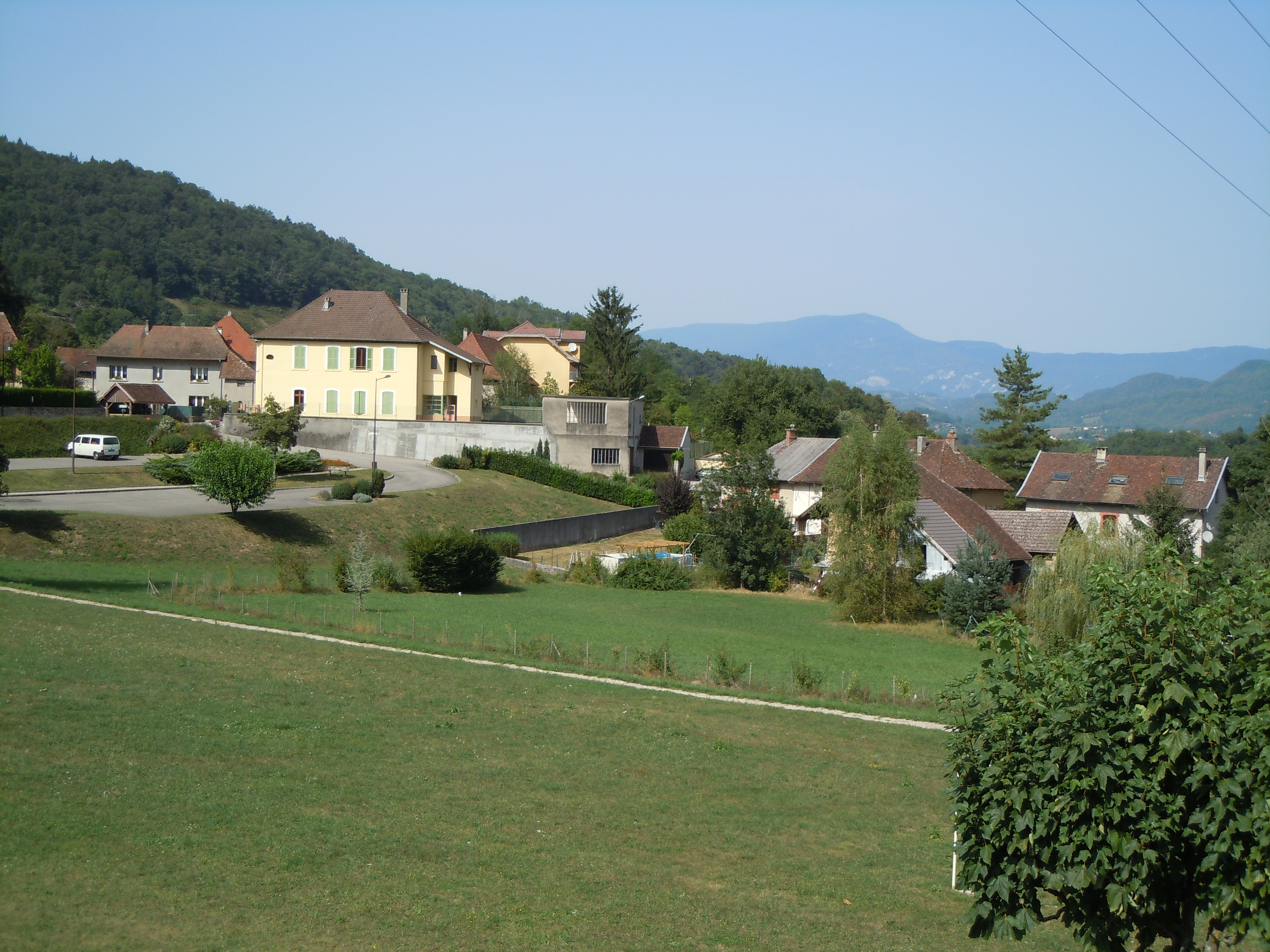
Saint-Bueil

## Geografie
De oppervlakte van Saint-Bueil bedraagt 3,8 km², de bevolkingsdichtheid is 180,0 inwoners per km².
De onderstaande kaart toont de ligging van Saint-Bueil met de belangrijkste infrastructuur en aangrenzende gemeenten.

## Demografie
Onderstaande figuur toont het verloop van het inwonertal (bron: INSEE-tellingen).